# Protictitherium
Protictitherium — вимерлий рід ссавців. Рід включає найдавніший відомий вид гієн P. gaillardi. Різні види були малими тваринами з висувними кігтями, які, ймовірно, проводили більшу частину свого часу на деревах, полюючи на комах і дрібних тварин, дуже схожі на сучасних вівер. Protictitherium були досить успішними, з'явилися приблизно 15 мільйонів років тому і дожили до 4–5 мільйонів років тому. Скам'янілості знайдено в Європі, Туреччині, Китаї.